# Wilhelm (Schwerin)
Wilhelm († 1249) war von 1222 bis 1239 Domherr, von 1240 bis 1246 Propst zu Schwerin und von 1248 bis 1249 Bischof des Bistums Schwerin.

## Leben
Nachfolger des Bischofs Dietrich wurde der Schweriner Dompropst Wilhelm. Die Wahl fand bereits vor dem 17. März 1248 statt, möglicherweise auch schon die Bestätigung durch den Erzbischof Gerhard von Bremen. Am 15. Mai 1248 bezeichnete sich Wilhelm schon als elects et confirmatus, am 16. Mai leistete er dann seinem Erzbischof in Schwerin den Fidelitätseid und nannte sich in der Urkunde erstmals selbst Episcopus. Man darf wohl diesen Tag als Bischofsweihe ansehen.
Durch Bischof Wilhelm wurde unter Assistenz der Bischöfe von Verden, Lübeck und Cammin am Viustage, dem 15. Juni 1248 der Schweriner Dom geweiht.
Im Visitationsprotokoll von 1625 ist zu lesen: 1248 hat Wilhelmus der V. Bischof von Schwerin im ersten Jahr seiner Regierung den Dom zu Schwerin am tage Viti eingeweihet.
Auch die Begründung des Stiftskapitels an der St. Elisabeth-Pfarrkirche seiner Residenzstadt Bützow brachte er am 16. September 1248 zuwege.
Ob seine Memorienstiftung am 21. August 1249 bereits auf seinen herannahenden Tod gedeutet werden kann, oder vielleicht schon zu seinem Testament gehörte, darf angenommen werden. Immerhin war am 5. November 1249 am Päpstlichen Hofe sein Tod schon bekannt und die Wahl eines Nachfolgers in Vorbereitung.
Der genaue Tag seines Todes, der Ort und die Begräbnisstätte sind nicht bekannt.

## Siegel
Bischof Wilhelm führte im Siegel das Bild eines sitzenden Bischofs mit dem nach innen gerichteten Krummstab in der linken und einem aufgeschlagenen Buche in der ausgestreckten rechten Hand.
Die Umschrift lautet: + WILHEHELMUS: DEI: GRACIA: ZWERINENSIS: EPC